# Mania D
Mania D. war eine Berliner Undergroundband am Ende der 1970er und zu Beginn der 1980er Jahre. Die Band bestand anfänglich aus fünf Frauen. Sie war die Vorgängergruppe von Malaria!. Ihre Musik vereinte mit dem besonders stark dominierenden Saxophon Elemente des Free Jazz mit denen des New Wave.

## Geschichte
Im Mai 1979 beschlossen Beate Bartel, Gudrun Gut, Eva-Maria Gößling, Bettina Köster und Karin Luner, eine All-Girl-Undergroundband zu gründen. Ziel war, eine eigene musikalische Sprache zu entwickeln, die sich nicht an Konventionen orientierte. Karin Luner studierte an der Berliner Hochschule der Künste. Nach der Vorlehre ging sie 1977 zum Auslandsstudium nach New York und drehte dort den Super-8-Film „Bored“, den Martin Kippenberger später im Berliner SO 36 zeigte. Fred Maher, der Schlagzeuger von Lou Reed, gab Karin Luner in New York Schlagzeugunterricht. Bei einem Besuch in Düsseldorf im Juli 1978 traf sie Eva Gößling im Ratinger Hof und machte den Vorschlag, eine All-Girl Band zu gründen, sobald sie wieder in Berlin sei. Eva Gößling, die in Berlin studierte, traf im Mai 1979 auf dem U-Bahnhof Wittenbergplatz Beate Bartel. Die Bassistin und Tontechnikerin brachte die Tenor-Saxofonistin Bettina Köster und Gudrun Gut, die einen Mini Moog besaß, zu einem ersten gemeinsamen Treffen mit.
Im Sommer 1979 probte Mania D. im Übungsraum an der Martin-Luther-Straße. Die Idee zum Band-Namen „Mania D.“ kam von Beate Bartel, während Karin Luner die Idee hatte, einen Super-8-Film zu drehen, der zu Konzerten gezeigt werden sollte. Das Styling zum Super-8-Film Fashion Interlection entwickelte Karin Luner, das Outfit entwarfen Eisengrau, Claudia Skoda und Karin Luner. Martin Kippenberger, Volker Anding und Oswald Wiener unterstützen die Band durch das Organisieren von Konzerten im „Exil“, Oswald Wieners Restaurant. Die Musikzeitschrift Sounds schrieb bereits im September 1979 über Girl-Bands wie Mania D. Das erste Konzert außerhalb Berlins fand  im September 1979 in der Wuppertaler Nordstadt Kollektiv Galerie statt.
Die frühen Erfolge führten zu einer Einladung nach New York, wo Mania D. am 24. Oktober 1979 in Arleen Schloss' Performance Loft "A's" in der Broome Street, Downtown Manhattan spielten. Vor allem das New Yorker Publikum nahm die „First German All-Girl Punk Band“ begeistert auf. So spielte Mania D dann Ende November im Tier 3, da bereits ohne Eva Gößling, die mit SAMO alias Jean-Michel Basquiat bei Arleen Schloss im "A's" lebte. Dort experimentierten beide mit Musik, Geräuschen und Tapes. Karin Luner blieb in New York, Eva Gößling wurde von Alexander von Borsig alias Alexander Hacke und Richard Hirsch eingeladen, in der Berliner Band „Blässe“ mitzuspielen. So traten Mania D. ab Dezember 1979 in kleinerer Besetzung auf, bevor sich Gudrun Gut und Bettina Köster 1981 zu Malaria! umformierten, während Beate Bartel mit Chrislo Haas Liaisons Dangereuses gründete. In der Dokumentation Women in Rock von Wolfgang Büld, die 1980 in der ARD ausgestrahlt und 1992 als "Girls Bite Back" wiederveröffentlicht wurde, treten Mania D. mit zwei Stücken auf. Die Band vereinte mit dem dominierenden Saxophon Elemente des Free Jazz und experimenteller Musik. Die besondere Note erhielt Mania D. auch durch Bettina Kösters Gesang, der die New Yorker das Berlin der 1920er Jahre assoziieren ließ. Gudrun Gut und Bettina Köster entwickelten mit Eisengrau ein eigenes Modelabel und den ersten Konzept-Store und gestalteten unter diesem Namen ihre Bühnen-Outfits. Das bis dahin ungesichtete Original-Videomaterial vom „Nebel-Konzert“ im SO 36 am 18. Januar 1980 wurde 2010 im Archiv des Videokünstlers und Filmemachers Werner Schmiedel entdeckt. Mania D gehörte nicht zur kommerziell orientierten Neuen Deutschen Welle, die Anfang 1981 nach dem Erfolg von Bands wie DAF und Fehlfarben startete.
John Peel, der legendäre britische DJ und Radiomoderator, bezeichnete Mania D als seine „Queens of Noise“ und ernannte im Juli 1981 nach Auflösung der Band und Umformierung zu Malaria! Mania D’s track 4 in seiner Radio-Show zur Single des Jahres.

## Galerie

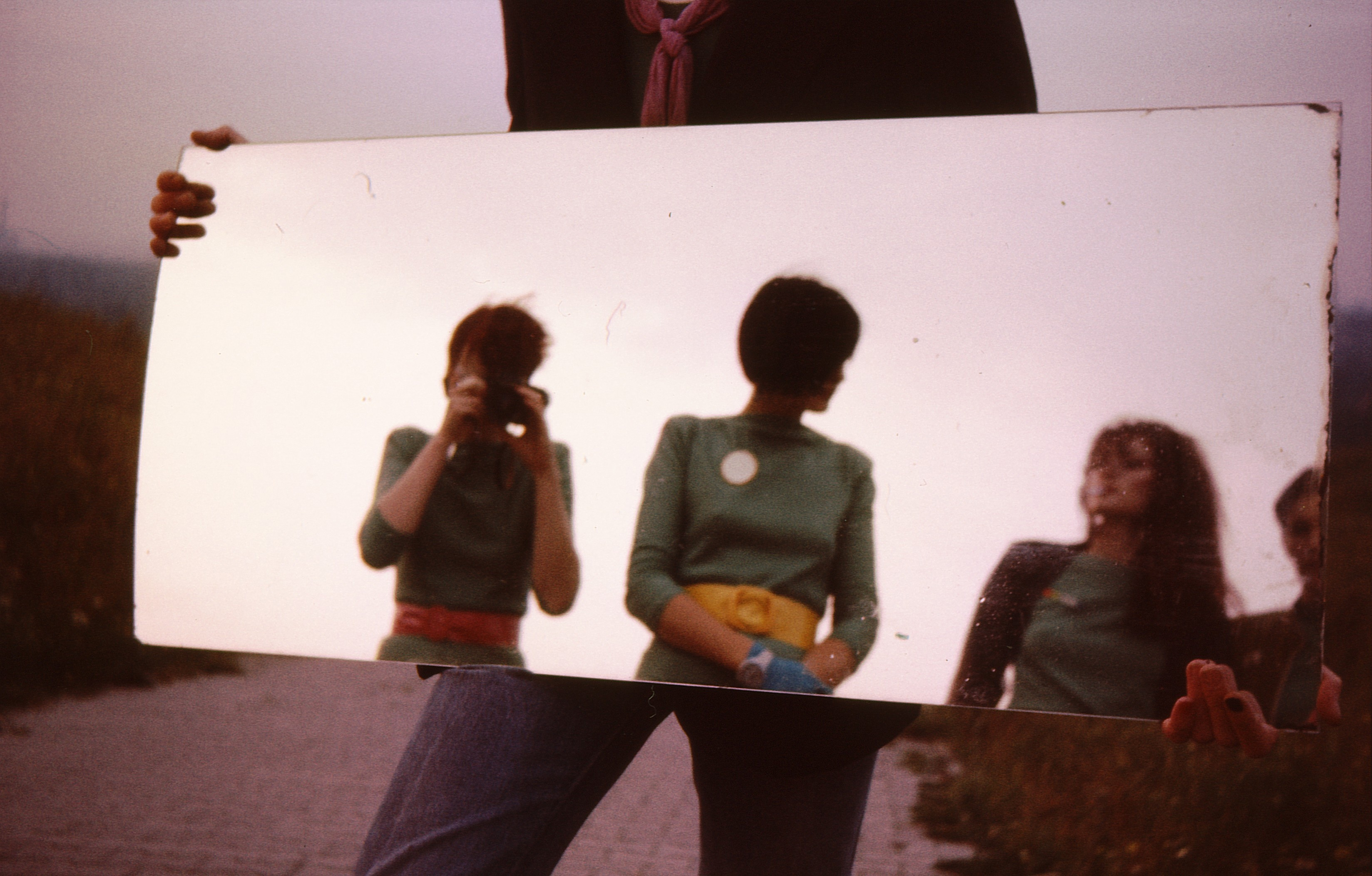
Film location Teufelsberg Berlin Mania D Berlin 1979
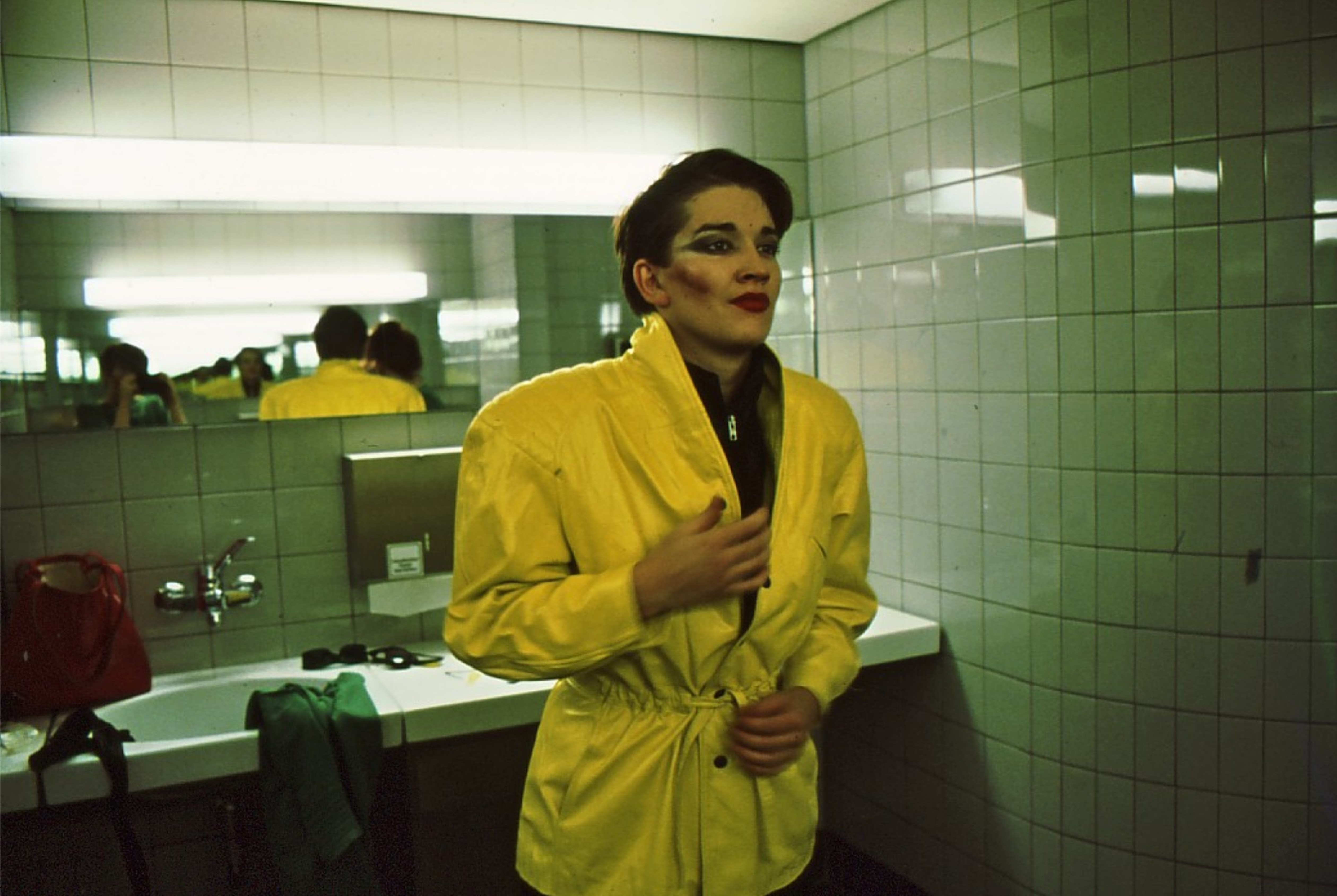
Mania D ICC Berlin 1979 Bettina Köster
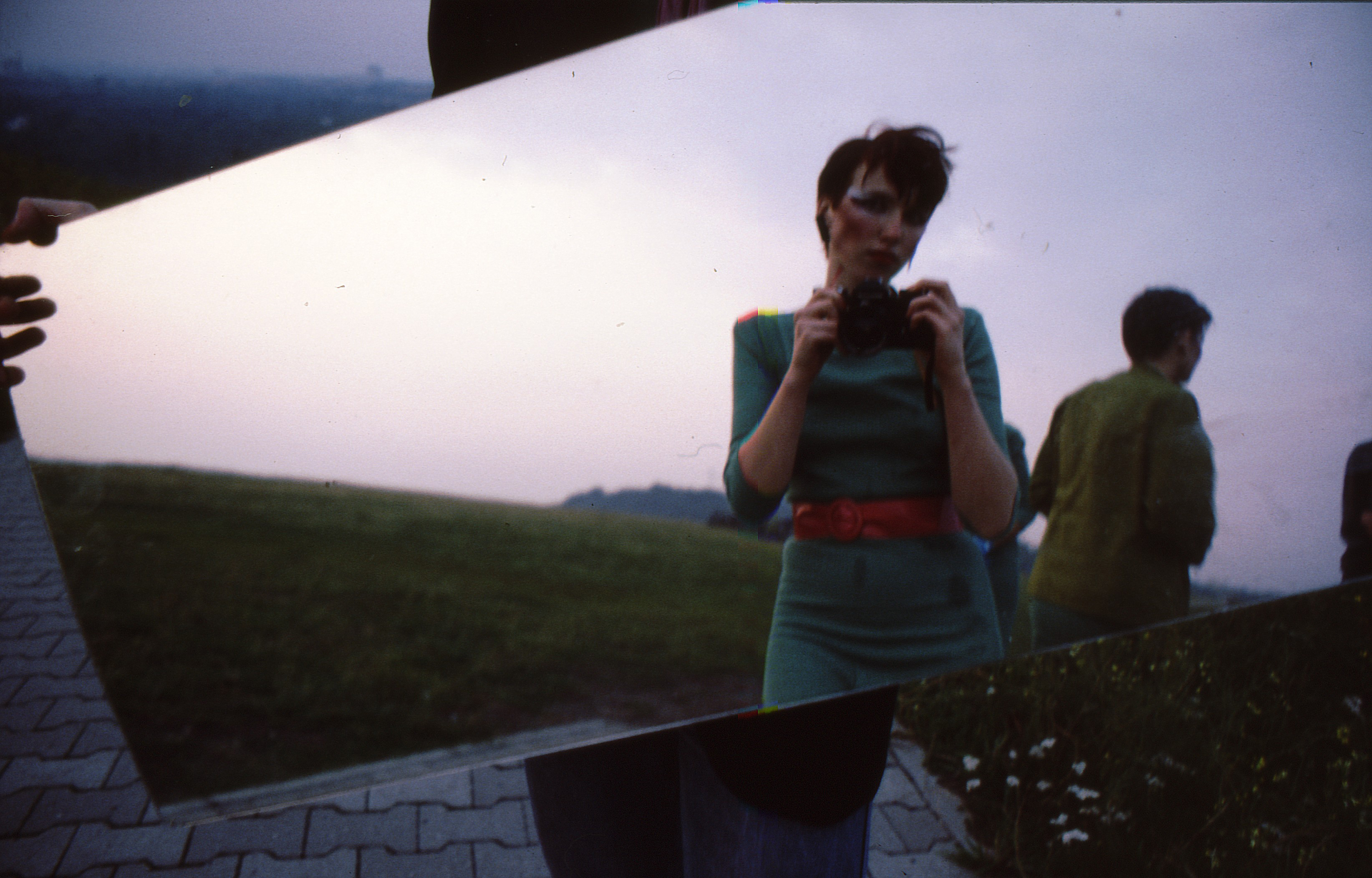
Double sky Berlin Mania D Bettina Köster, Eva Gößling
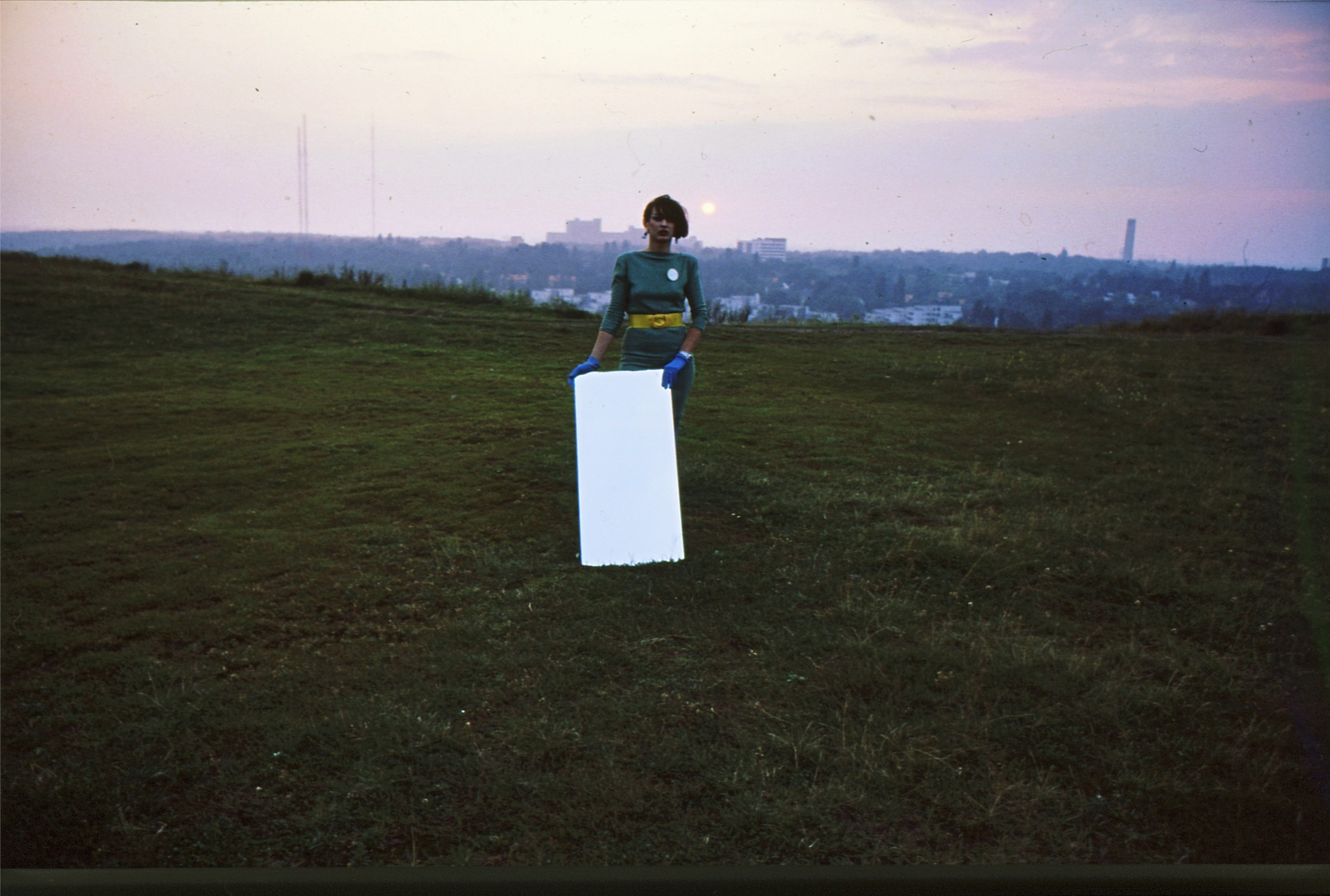
Double sky II Mania D Teufelsberg 1979 Gudrun Gut
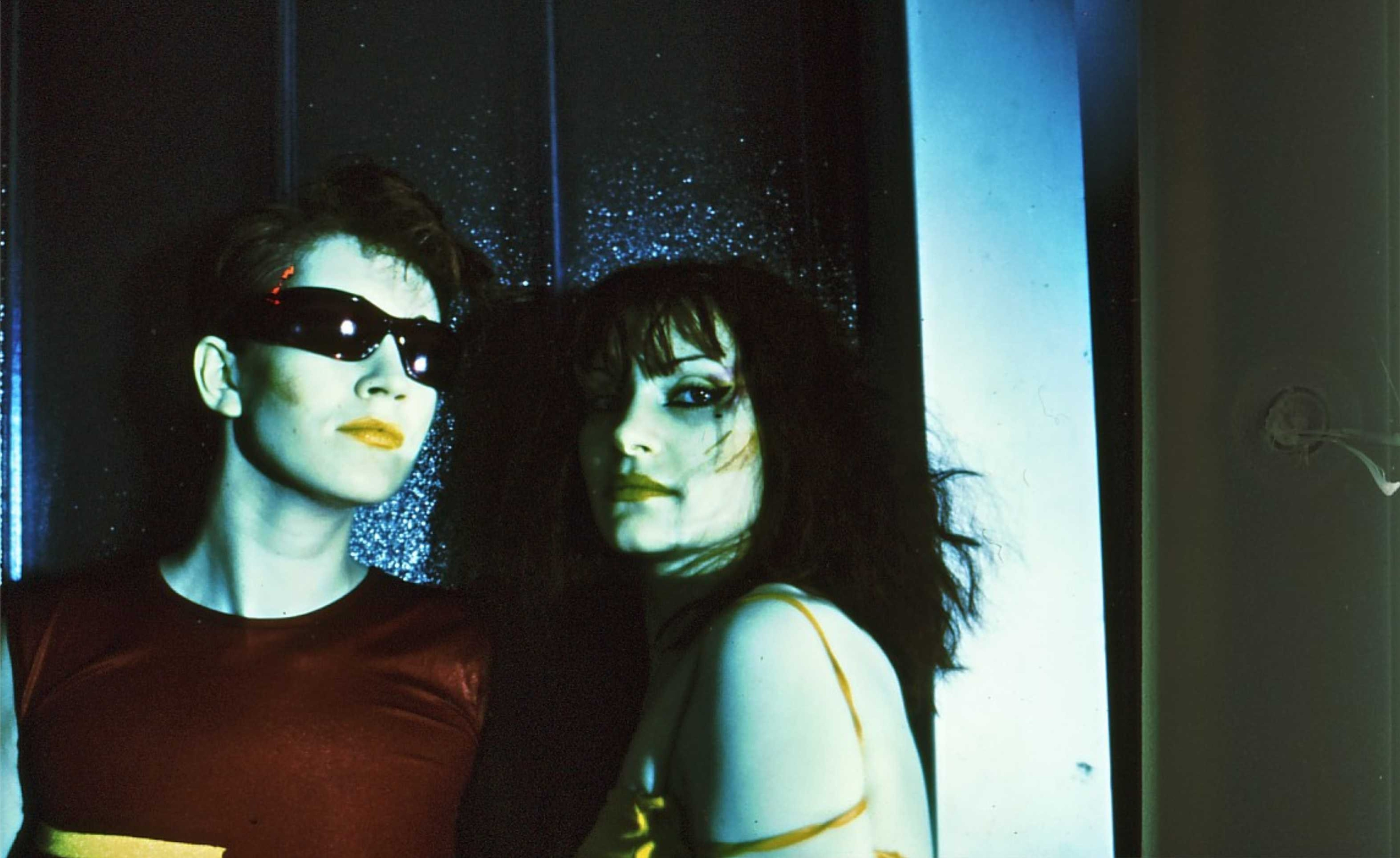
False color photography Mania D Sept 1979
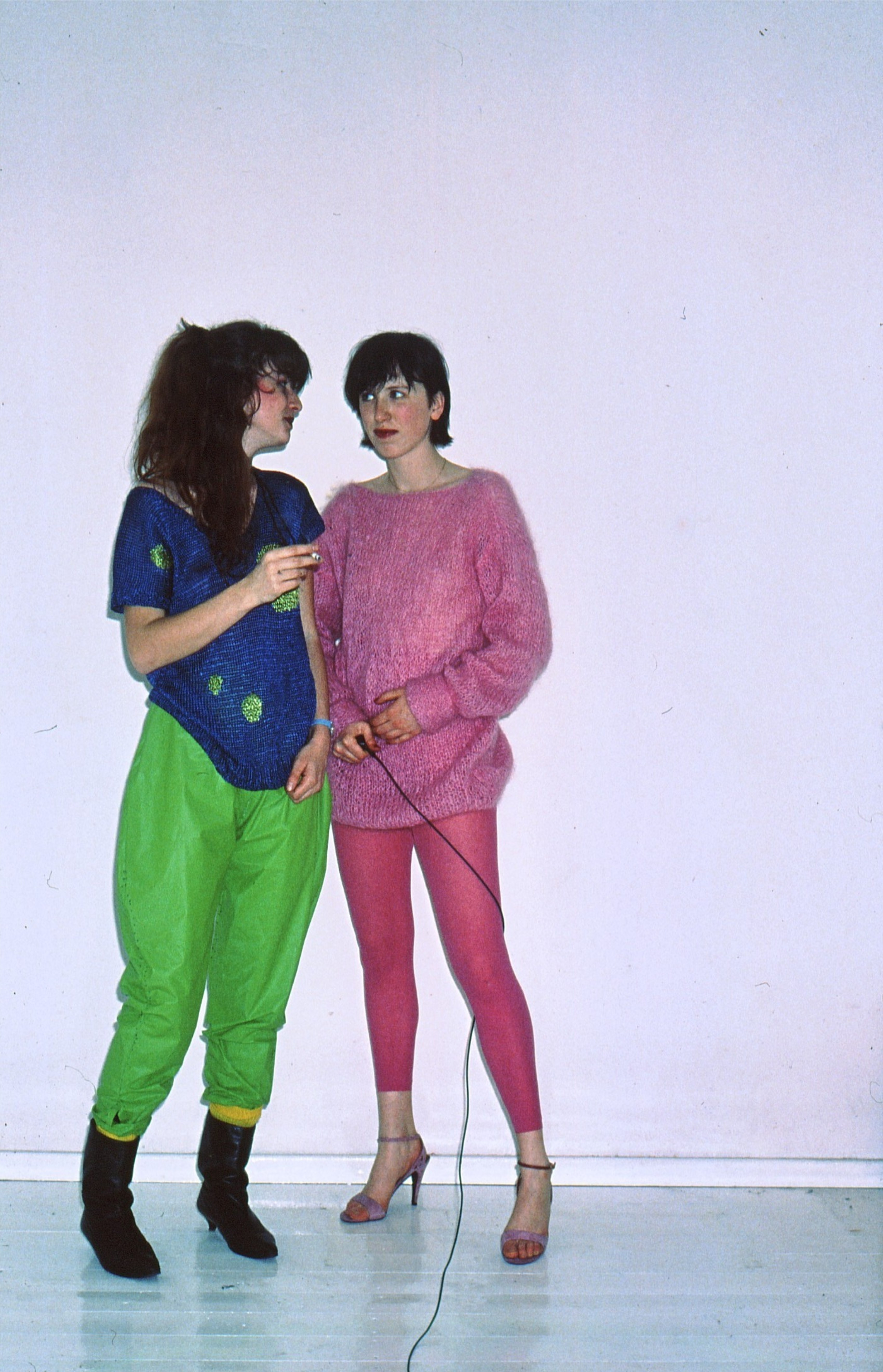
Eisengrau Beate Bartel Eva Gößling

## Diskografie
- 1980: Track 4 (Monogam)
- 1980: Live in Düsseldorf & SO36 (Eisengrau)
- 2002: Herzschlag auf Verschwende Deine Jugend. Punk und New Wave in Deutschland (1977-83) (Doppel-CD, Universal Music)

## Film
- 2015: B-Movie: Lust & Sound in West-Berlin 1979–1989, Dokumentation mit Mark Reeder, Regie von Jörg A. Hoppe, Klaus Maeck, Heiko Lange und Alexander von Sturmfeder, 92 min